# Лодай (Вісконсин)
Лодай (англ. Lodi) — місто (англ. city) в США, в окрузі Колумбія штату Вісконсин. Населення — 3189 осіб (2020).

## Географія
Лодай розташований за координатами 43°18′56″ пн. ш. 89°32′24″ зх. д. / 43.31556° пн. ш. 89.54000° зх. д. (43.315530, -89.540019).  За даними Бюро перепису населення США в 2010 році місто мало площу 4,58 км², з яких 4,58 км² — суходіл та 0,00 км² — водойми. В 2017 році площа становила 4,32 км², з яких 4,31 км² — суходіл та 0,00 км² — водойми.

## Демографія
Згідно з переписом 2010 року, у місті мешкало 3050 осіб у 1224 домогосподарствах у складі 796 родин. Густота населення становила 666 осіб/км².  Було 1272 помешкання (278/км²).
Расовий склад населення:
| - 96,3 % — білих - 1,0 % — азіатів - 0,5 % — корінних американців - 0,3 % — чорних або афроамериканців - 0,1 % — вихідців з тихоокеанських островів |

До двох чи більше рас належало 1,0 %. Частка іспаномовних становила 2,0 % від усіх жителів.
За віковим діапазоном населення розподілялося таким чином: 26,4 % — особи молодші 18 років, 58,1 % — особи у віці 18—64 років, 15,5 % — особи у віці 65 років та старші. Медіана віку мешканця становила 40,4 року. На 100 осіб жіночої статі у місті припадало 95,6 чоловіків;  на 100 жінок у віці від 18 років та старших — 89,2 чоловіків також старших 18 років.
Середній дохід на одне домашнє господарство  становив 67 414 долари США (медіана — 60 938), а середній дохід на одну сім'ю — 79 660 доларів (медіана — 73 828). Медіана доходів становила 42 365 доларів для чоловіків та 35 667 доларів для жінок. За межею бідності перебувало 4,3 % осіб, у тому числі 10,3 % дітей у віці до 18 років та 1,9 % осіб у віці 65 років та старших.
Цивільне працевлаштоване населення становило 1625 осіб. Основні галузі зайнятості: виробництво — 20,6 %, освіта, охорона здоров'я та соціальна допомога — 17,4 %, роздрібна торгівля — 12,4 %, будівництво — 8,6 %.